# Pacy-sur-Armançon
 Pacy-sur-Armançon  ist eine französische Gemeinde mit 180 Einwohnern (Stand 1. Januar 2022) im Département Yonne in der Region Bourgogne-Franche-Comté; sie gehört zum Arrondissement Avallon und zum Kanton Tonnerrois. Der Ort liegt am Fluss Armançon sowie am parallel verlaufenden Canal de Bourgogne.

## Bevölkerungsentwicklung
| Jahr      | 1962 | 1968 | 1975 | 1982 | 1990 | 1999 | 2008 |
| Einwohner | 236  | 267  | 254  | 221  | 205  | 233  | 227  |

## Sehenswürdigkeiten
- Schloss Pacy
- Kirche Notre-Dame de l’Assomption
- Kapelle Saint-Georges (15. Jahrhundert)